# Walter Kreye
Walter Kreye (Oldenburg, 18 luglio 1942) è un attore tedesco.

## Biografia
Walter Kreye è figlio dello scrittore Walter A. Kreye. Frequentò la Schauspielschule Bochum e recitò al Hamburger Schauspielhaus e al Thalia Theater di Amburgo. Successivamente lavorò anche al Berliner Schaubühne am Halleschen Ufer e allo Staatstheater Hannover e al Staatstheater Stuttgart.
Dal 1980 recitò nella serie Un caso per due, Praxis Bülowbogen, Faber l'investigatore e Tatort. Nel 2007 sostituì Rolf Schimpf nella serie della ZDF Il commissario Köster nella parte di Rolf Herzog. A seguito di un diagnosi di carcinoma dovette sospendere il ruolo nel 2011.

## Vita privata
Walter Kreye è sposato con l'attrice Sabine Wegner e ha due figlie, oltre ad un figlio dal precedente matrimonio. Dal 2003 vive a Berlino-Charlottenburg.

## Filmografia

### Cinema
- Ein Treffen mit Rimbaud, regia di Ernst-August Zurborn (1988)
- Te Rua, regia di Barry Barclay (1991)

- Nordkurve, regia di Adolf Winkelmann (1992)
- Sterben ist gesünder, regia di Gert Steinheimer (1997)
- Solo für Klarinette, regia di Nico Hofmann (1998)
- Der Unbestechliche, regia di Erwin Keusch (2002)
- Inconscientes, regia di Joaquín Oristrell (2004)
- Katze im Sack, regia di Florian Schwarz (2005)
- Il viaggio di Paul (Mondscheinkinder), regia di Manuela Stacke (2006)
- Nichts als Gespenster, regia di Martin Gypkens (2006)
- Autopiloten, regia di Bastian Günther (2007)
- Kundschafter des Friedens, regia di Robert Thalheim (2017)
- Das Ende der Wahrheit, regia di Philipp Leinemann (2019)
- A Gschicht über d'Lieb, regia di Peter Evers (2019)
- Tagundnachtgleiche, regia di Lena Knauss (2020)
- Rex Gildo - Der letzte Tanz, regia di Rosa von Praunheim (2022)

### Televisione
- Reporter – serie TV, 9 episodi (1989)
- Der Hammermörder, regia di Bernd Schadewald – film TV (1990)

- Mauritius-Los, regia di Vivian Naefe – film TV (1990)
- Ende der Unschuld, regia di Frank Beyer – film TV (1991)
- Verurteilt: Anna Leschek, regia di Bernd Schadewald – film TV (1991)
- Faber l'investigatore (Der Fahnder) – serie TV, episodio 4x14 (1992)
- Neptun und Isolde, regia di Joachim Roering – film TV (1992)
- Praxis Bülowbogen – serie TV, episodio 3x15 (1992)
- Glückliche Reise – serie TV, episodio 3x12 (1993)
- Todesreigen, regia di Vivian Naefe – film TV (1993)
- Maus und Katz, regia di Hajo Gies – film TV (1993)
- Adelheid und ihre Mörder – serie TV, episodio 1x04 (1994)
- Die Stadtindianer – serie TV, episodio 1x06 (1994)
- Un caso per Schwarz (Schwarz greift ein) – serie TV, episodio 1x10 (1994)
- Julie Lescaut – serie TV, episodio 3x06 (1994)
- Hecht & Haie – serie TV, 25 episodi (1993-1994)
- Tödliches Geld - Das Gesetz der Belmonts, regia di Detlef Rönfeldt – film TV (1995)
- Peter Strohm – serie TV, episodio 4x10 (1995)
- Der König – serie TV, episodio 2x03 (1996)
- Corte d'Assise (Schwurgericht) – serie TV, episodio 2x04 (1996)
- Amiche nemiche (Freundschaft mit Herz) – serie TV, episodio 2x10 (1996)
- Tödliche Wende, regia di Nico Hofmann – film TV (1996)
- Zwei vom gleichen Schlag, regia di Konrad Sabrautzky – film TV (1996)
- Hollister, regia di Diethard Klante – film TV (1997)
- Simones Entscheidung, regia di Ulrich Stark – film TV (1997)
- Balko – serie TV, episodio 2x16 (1997)
- Der stille Herr Genardy, regia di Carlo Rola – film TV (1997)
- Zwischen den Feuern, regia di Sigi Rothemund – film TV (1997)
- Un caso per due (Ein Fall für zwei) – serie TV, 5 episodi (1989-1997)
- Anwalt Martin Berg - Im Auftrag der Gerechtigkeit – serie TV, episodio 2x03 (1997)
- Heiß und kalt, regia di Rolf von Sydow – film TV (1997)
- Der Sohn des verrückten Dichters, regia di Ayse Buchara – film TV (1997)
- Blutiger Ernst, regia di Bernd Böhlich – film TV (1998)
- Alice in fuga (Alice auf der Flucht) – miniserie TV (1998)
- Il clown (Der Clown) – serie TV, episodio 2x01 (1998)
- Morire per vivere (Vorübergehend verstorben), regia di Sigi Rothemund – film TV (1998)
- Hosenflattern, regia di Erich Neureuther – film TV (1998)
- Fahrt in die Hölle - Eine gefährliche Liebe, regia di Ulrich Stark – film TV (1998)
- Der Tod in deinen Augen, regia di Michael Rowitz – film TV (1999)
- Ein großes Ding, regia di Bernd Schadewald – film TV (1999)
- Männer und andere Katastrophen, regia di Ulli Baumann – film TV (1999)
- Operation Phoenix - Jäger zwischen den Welten – serie TV, episodio 1x10 (1999)
- Ärzte – serie TV, episodio 7x03 (1999)
- Racheengel - Stimme aus dem Dunkeln, regia di Thorsten Näter – film TV (1999)
- Sturmzeit – serie TV, episodio 1x03 (1999)
- Boulevard Berlin, regia di Ulrich König e Erich Neureuther – film TV (1999)
- Il cardinale (Der Kardinal - Der Preis der Liebe), regia di Berthold Mittermayr – film TV (2000)
- The Bookfair Murders, regia di Wolfgang Panzer – film TV (2000)
- Blondine sucht Millionär fürs Leben, regia di Markus Imboden – film TV (2000)
- Auf eigene Gefahr – serie TV, 12 episodi (1996-2000)
- Polizeiruf 110 – serie TV, episodi 25x06-26x02-29x07 (1996-2000)
- Meine Tochter darf es nie erfahren, regia di Lutz Konermann – film TV (2000)
- Meine Mutter, meine Rivalin, regia di Peter F. Bringmann – film TV (2000)
- Stan Becker – serie TV, episodio 1x04 (2001)
- Lady Cop (Die Kommissarin) – serie TV, episodio 4x07 (2001)
- Die Cleveren – serie TV, episodio 3x07 (2001)
- Der Vamp im Schlafrock, regia di Berno Kürten – film TV (2001)
- Lenya - Die größte Kriegerin aller Zeiten, regia di Michael Rowitz – film TV (2001)
- Die Erpressung - Ein teuflischer Pakt, regia di Stefan Krohmer – film TV (2001)
- Die Explosion - U-Bahn-Ticket in den Tod, regia di Marc Hertel – film TV (2002)
- Rosa Roth – serie TV, episodio 1x14 (2002)
- Edgar Wallace - Das Haus der toten Augen, regia di Wolfgang F. Henschel – film TV (2002)
- Maximum Speed - Renn' um dein Leben!, regia di Sigi Rothemund – film TV (2002)
- Gefühle im Sturm, regia di Anna Justice – film TV (2002)
- Zweikampf, regia di Gert Steinheimer – film TV (2002)
- Il commissario Zorn (Der Ermittler) – serie TV, episodio 2x03 (2002)
- Zu nah am Feuer, regia di Dietmar Klein – film TV (2002)
- Der Elefant: Mord verjährt nie – serie TV, episodio 1x01 (2002)
- Liebe unter Verdacht, regia di Jorgo Papavassiliou – film TV (2002)
- Das Glück ihres Lebens, regia di Bernd Böhlich – film TV (2003)
- Nach so vielen Jahren, regia di Marek Gierszal – film TV (2003)
- Ein Banker zum Verlieben, regia di Marco Serafini – film TV (2003)
- Der Preis der Wahrheit, regia di Christine Kabisch – film TV (2003)
- Sperling – serie TV, episodio 1x15 (2004)
- Die Versuchung, regia di Bodo Fürneisen – film TV (2004)
- Squadra Speciale Cobra 11 (Alarm für Cobra 11 - Die Autobahnpolizei) – serie TV, episodio 9x13 (2004)
- Nachtangst, regia di Michael Rowitz – film TV (2004)
- Wilsberg – serie TV, episodio 1x12 (2004)
- Der Staatsanwalt – serie TV, episodio 1x01 (2005)
- Wolff, un poliziotto a Berlino (Wolffs Revier) – serie TV, episodi 2x10-13x08 (1993-2005)
- Hölle im Kopf, regia di Johannes Grieser – film TV (2005)
- Der letzte Zeuge – serie TV, episodi 4x04-6x05-7x04 (2002-2005)
- Herzlichen Glückwunsch, regia di Berno Kürten – film TV (2005)
- Die Rosenheim-Cops – serie TV, episodio 4x21 (2005)
- Tatort – serie TV, 6 episodi (1997-2005)
- Die Schwarzwaldklinik - Neue Zeiten, regia di Hans-Jürgen Tögel – film TV (2005)
- Soko 5113 (Soko München) – serie TV, episodio 29x02 (2006)
- Es war Mord und ein Dorf schweigt, regia di Jorgo Papavassiliou – film TV (2006)
- Die Sturmflut, regia di Jorgo Papavassiliou – film TV (2006)
- Unter weissen Segeln – serie TV, episodio 1x05 (2006)
- Küstenwache – serie TV, episodio 10x01 (2006)
- Heute fängt mein Leben an, regia di Christine Kabisch – film TV (2006)
- Blackout - Die Erinnerung ist tödlich – miniserie TV (2006)
- Zwei Ärzte sind einer zu viel – serie TV, episodio 1x01 (2006)
- Nicht ohne meine Schwiegereltern, regia di Martin Gies – film TV (2006)
- Das Geheimnis meiner Schwester, regia di Bettina Woernle – film TV (2007)
- Einmal Dieb, immer Dieb, regia di Michael Kreindl – film TV (2007)
- Doppelter Einsatz – serie TV, episodi 4x01-13x03 (1997-2007)
- Du gehörst mir, regia di Tobias Ineichen – film TV (2007)
- Siska – serie TV, episodio 10x06 (2007)
- K3 - Kripo Hamburg – serie TV, episodi 1x05-1x06 (2006-2007)
- Ein starkes Team – serie TV, episodi 1x14-1x20-1x38 (2000–2008)
- Die Frau aus dem Meer, regia di Niki Stein – film TV (2008)
- 30 Karat Liebe, regia di John Delbridge – film TV (2009)
- Mama kommt!, regia di Isabel Kleefeld – film TV (2009)
- Der Dicke – serie TV, 20 episodi (2005-2009)
- Schwarzwaldliebe, regia di Uwe Wilhelm – film TV (2009)
- Unter anderen Umständen – serie TV, episodio 1x05 (2010)
- Il triangolo delle Bermuda - Mare del Nord (Bermuda-Dreieck Nordsee), regia di Nick Lyon – film TV (2011)
- Il commissario Köster (Der Alte) – serie TV, 44 episodi (2002-2012)
- 14º Distretto (Großstadtrevier) – serie TV, episodio 26x03 (2012)
- Heiter bis tödlich - Hauptstadtrevier – serie TV, episodio 1x03 (2012)
- La nave dei sogni (Das Traumschiff) – serie TV, episodi 1x56-1x68 (2008-2012)
- Il fiume della vita (Fluss des Lebens) – serie TV, episodio 1x01 (2013)
- Tessa Hennig: Mutti steigt aus, regia di Gloria Behrens – film TV (2013)
- Alle Macht den Kindern, regia di Carlo Rola – film TV (2013)
- SOKO: Der Prozess – serie TV, episodio 1x02 (2013)
- Kripo Holstein - Mord und Meer – serie TV, episodio 1x01 (2013)
- Kommissar Dupin – serie TV, episodio 1x01 (2014)
- Mit Burnout durch den Wald, regia di Michael Rowitz – film TV (2014)
- Zu mir oder zu Dir?, regia di Ingo Rasper – film TV (2014)
- Engel der Gerechtigkeit – serie TV, episodi 1x03-1x05 (2013-2015)
- Donna Leon – serie TV, episodi 1x10-1x21 (2005–2015)
- Il commissario Lanz (Die Chefin) – serie TV, episodio 5x03 (2015)
- Die Insassen, regia di Franziska Meyer Price – film TV (2015)
- Engel unter Wasser - Ein Nordseekrimi, regia di Michael Schneider – film TV (2015)
- Hamburg Distretto 21 (Notruf Hafenkante) – serie TV, episodio 10x15 (2015)
- Böser Wolf – miniserie TV (2016)
- Hotel Heidelberg – serie TV, episodio 1x02 (2016)
- Alles aus Liebe, regia di Thorsten Schmidt – film TV (2016)
- Spreewaldkrimi – serie TV, episodio 1x09 (2016)
- Katie Fforde – serie TV, episodi 1x10-1x11-1x28 (2012-2016)
- Eltern allein zu Haus – miniserie TV (2017)
- Chaos-Queens – serie TV, episodio 1x02 (2017)
- Squadra Speciale Stoccarda (SOKO Stuttgart) – serie TV, episodio 9x20 (2018)
- Herr und Frau Bulle – serie TV, episodio 1x01 (2018)
- Gli specialisti (Die Spezialisten - Im Namen der Opfer) – serie TV, episodio 3x11 (2018)
- Das Wichtigste im Leben – serie TV, 5 episodi (2019)
- Rosamunde Pilcher – serie TV, episodi 1x64-1x71-1x154 (2005-2019)
- Kiss the Chef – serie TV, episodio 1x03 (2020)
- Dark – serie TV, 9 episodi (2017-2020)
- Bettys Diagnose – serie TV, episodio 7x04 (2020)
- Der Weg nach Padulim, regia di Annette Friedmann – film TV (2020)
- Kroymann – serie TV, 3 episodi (2018–2020)
- Familienerbe, regia di Holger Haase – film TV (2022)

## Radiodramma (parziale)
- 2006: Dylan Thomas: Ünner den Melkwoold

## Audiolibri (parziale)
- 2000: Der Spurensucher von Imre Kertész, Hörbuch Hamburg, 3 CDs ca. 179 Min., ISBN 3-89903-127-X.
- 2005: Der Trudeau Vektor von Juris Jurjevics, Hörbuch Hamburg HHV GmbH, 5 CDs 385 Min., ISBN 3-89903-189-X.
- 2005: Nachtzug nach Lissabon. von Pascal Mercier, Hörbuch Hamburg, 6 CDs 470 Min, ISBN 3-89903-787-1.
- 2007: Akè – Jahre der Kindheit von Wole Soyinka, Steinbach, 5 CDs 372 Min., ISBN 978-3-88698-110-6.
- 2007: Geschichte eines Deutschen : die Erinnerungen 1914–1933 von Sebastian Haffner, Der Hörverlag, 4 CDs 440 Min., ISBN 978-3-86717-182-3.
- 2010: Das Mädchen meines Herzens von Buddhadeva Bose, Hörbuch Hamburg, 4 CDs 270 Min., ISBN 978-3-550-08813-1.
- 2013: Grimms Märchen von Philip Pullman, Silberfisch, 12 CDs, 830 Min., ISBN 978-3-86742-533-9.
- 2014: Nicht mit mir von Per Petterson, Hörbuch Hamburg, 5 CDs, ISBN 978-3-89903-843-9.
- 2015: Michael Ende – Der Geschichtenerzähler von Michael Ende, OSTERWOLDaudio, 9 CDs, ISBN 978-3-86952-245-6.
- 2016: Der Taubentunnel von John le Carré, Hörbuch Hamburg, 6 CDs 451 Min. ISBN 978-3-95713-039-6.
- 2016: Michael D’Antonio: Die Wahrheit über Donald Trump, der Hörverlag, ISBN 978-3-8445-2502-1
- 2021: Georges Simenon: Maigret und der Fall Nahour, Der Audio Verlag, ISBN 978-3-7424-1966-8